# لمی لمان کوکو
لمی لمان کوکو (به فرانسوی: Lémy Lémane Coco) نویسنده قرن بیستم میلادی اهل فرانسه است.